# علم اللغة النمائية

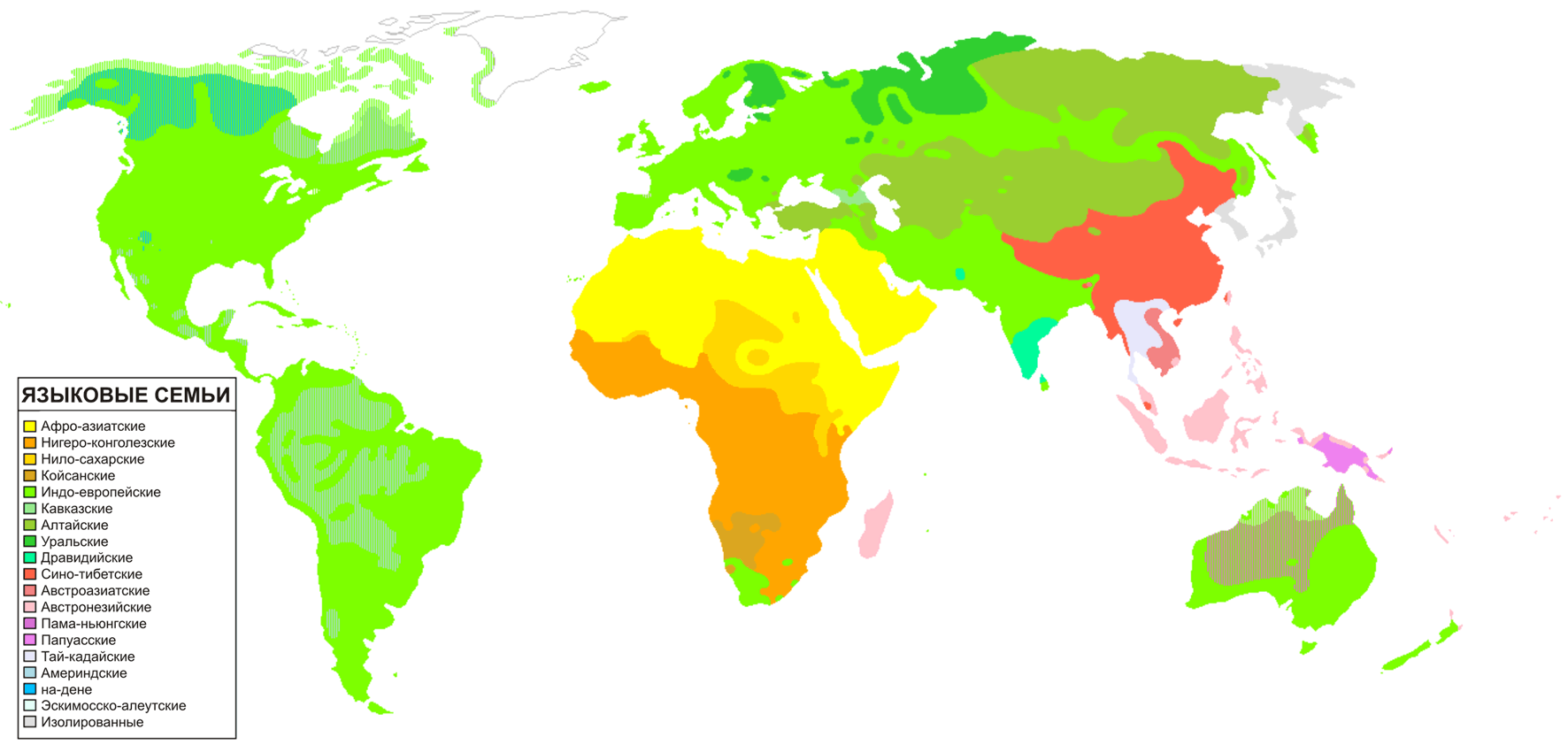

علم اللغة النمائية أو اللسانيات النمائية من بين الدراسات العلمية التي تركز على تطور القدرة اللغوية لدى الأفراد، ولا سيما اكتساب اللغة في مرحلة الطفولة. وتشمل هذه الدراسة مختلف مراحل اكتساب اللغة، والاحتفاظ بها، وفقدانها في كلتا اللغتين الأولى والثانية، بالإضافة إلى مجال الثنائية اللغوية. 
وقبل أن يتمكن الرضّع من التحدث، تتأثر الدوائر العصبية في أدمغتهم باستمرار بالتعرض إلى اللغة. تدعم اللسانيات النمائية فكرة أن التحليل اللغوي ليس أبديًا، كما يُزعم في بعض النهج، ولكنه حساس للوقت، وليس ذاتيًا، ولابد من أخذ الجوانب المرتبطة بالتواصل الاجتماعي، بالإضافة إلى الجوانب العصبية في الحسبان عند تحديد أسباب التطورات اللغوية.

## اكتساب اللغة

### مفهوم الطبيعة ضد التنشئة
طرح نعوم تشومسكي في عام 1995 نظرية النحو الكلي، مؤيدًا فكرة أن قدرات الطفل اللغوية ناتجة عن الطبيعة. ترتئي نظرية النحو الكلي أن كل طفل يطور قدراته اللغوية من خلال قدراته الإدراكية الفطرية والطبيعية في ذهنه، ما يسمح له بتعلم اللغات. تشير هذه الأداة اللغوية الفطرية إلى أن البشر بطبيعتهم يتمتعون بالقدرة على تعلم اللغات بأنفسهم.
من ناحية أخرى، تدعم السلوكية النظرية القائلة أن قدرة الإنسان على تعلم اللغة ناتجة عن التنشئة. من الأهمية المركزية لهذه النظرية استخدام التعزيز السلبي والإيجابي لتحقيق النتائج المرجوة. عادةً ما يلاحَظ ذلك بشكل عام في الفصول الدراسية، حيث يستخدم المعلمون أنظمة العاقبة أو المكافأة لتحفيز الطالب على النجاح. في عام 1957، اعتقد سكينر أن هذا النموذج من التنشئة يبرر تطور اللغة لدى الأطفال. زعم سكينر في عام 1957 أن الأطفال لا يتعلمون اللغة في حد ذاتها، بل يتعلمون عن المكافآت والعواقب من خلال النظرية السلوكية عندما يكافَؤون على صحة استخدامهم أو لغتهم، ويعاقَبون على الاستخدام غير الصحيح للغة.

### فرضية الفترة الحرجة
تنص الفرضية على أن الفترة الحرجة هي السنوات القليلة الأولى من حياة الإنسان التي يكون الدماغ خلالها أكثر حساسية لتعلم اللغة وتطويرها، وعادة ما تكون من سن الثانية إلى سن البلوغ. وجد الباحثون أن ذلك يمكن تفسيره بيولوجيًا من خلال نضج الدماغ خلال الطفولة، ما يؤدي إلى انخفاض تدريجي في اللدونة العصبية في المناطق اللغوية في الدماغ حتى سن البلوغ.
لا يعني هذا أنه من المستحيل تعلم لغة أخرى بمجرد تجاوز الفترة الحرجة. رغم أن تعلم المفردات لا يبدو حساسًا للعمر، فإنه ليس محتملًا أن يتساوى إتقان نحو لغة ما ونطقها مع مستوى إتقان متحدثها الأصلي إذا ما تعلمها بعد الفترة الحرجة.
عمومًا، يتفق الباحثون على أن منحنى تعلم الفترة الحرجة يعكس البيانات لمجموعة واسعة من دراسات اكتساب اللغة الثانية. مع ذلك، فإن الفترة الحرجة المحددة زمنيًا لا تنطبق بنفس الطريقة على كل جانب من جوانب اللغة، فهي تختلف من حيث مستويات الصوتيات والمفردات والإعراب للغة ما، على الرغم من أن الدراسات لم تتوصل بعد إلى التوقيت الدقيق لكل مستوى على حدة.
أظهرت الدراسات التي أجريت على الأطفال أحاديي اللغة أن الوقت الذي يسبق بلوغ الرضيع سن الواحدة؛ يعد نافذةً هامة لتعلم الصوتيات، وأن العمر ما بين 18 و36 شهر يعتبر فترة بالغة الأهمية لتعلم الإعراب، ويتزايد اكتساب المفردات على نحو مطّرد في سن 18 شهرًا.

### المهارات الاجتماعية
يعتقد علماء السلوكية أن البيئات الاجتماعية تلعب دورًا حيويًا في تعلم اللغة. تشكل فرص التفاعل الاجتماعي بين الأطفال وكذلك بين الأطفال والبالغين؛ أهمية للأطفال لتعلم اللغات من خلال التعرض لها وممارستها.